# Roskilde Festival 1981
Roskilde Festival 1981 var en musikfestival, der blev afholdt i 1981 d. 26.-28. juni i Roskilde, Danmark. Hovednavnene var Ian Dury, Robert Palmer, UB40, Toots & the Maytals og Saga. Billetprisen var 150 kr. og der var omkring 51.500 gæster.

## Optrædende

### Store scene
Ian Dury & The Blockheads, Robert Palmer, Toots & The Maytals, Saga, UB40, Anne Linnet Band, Fischer Z, Totalpetroleum, Pelle Miljoona OY, Mikael Rickfors, Rugsted & Kreutzfeldt, Kalinka, De Danann, Dag Vag, Malurt

### Rytmeteltet
Joila, Anima, Delta Cross Band, Kliché, Sneakers, S.W. 80
Malicorne, Voxpop, Nationalteaterns Rockorkester, Queen Ida & The Bon Temps Zydeco Band, Ballet Mecanique, Gruppo Sportivo, Thermænius, tv·2, Bad Manners, Björn Afzelius & Globetrotters, Stavangerensamblet

### Folkescenen
Schrumpy, Benny Holst / Arne Würgler, Dronnongens Livstykke, Erling Kroner Tentet,  Hot Chili Stompers,  Ole Molin Trio,  Søndergaard / Thanning Group,  Louises Venner, Jan Reinemo / Marianne Knorr, Earl Okin, Lillebjørn Nielsen / Terje Venaas, Skilfinger, De Danann, Queen Ida & The Bon Temps Zydeco Band, Van Dango, Poder Popular, Ann Cathrine & Henning Larsen, Poul Dissing, Benny Andersen, Egon Aagaard & Jens Jefsen, Bob Kerrs Whoopie Band, Mike Whellans